# لوییس کروز
لوییس کروز (اسپانیایی: Luis Cruz‎؛ ۲۸ آوریل ۱۹۲۵ – ۱۹۹۸) بازیکن فوتبال اهل اروگوئه بود. کروز در باشگاه فوتبال ناسیونال اروگوئه بازی می‌کرد
وی عضو تیم ملی فوتبال اروگوئه در جام جهانی فوتبال ۱۹۵۴ بود.